# 笑いの文化人講座
「笑いの文化人講座」（わらいのぶんかじんこうざ）は、香川県のタウン情報誌「TJ Kagawa」（1982年創刊、創刊当時は「月刊タウン情報かがわ」、同コーナーが掲載されていた期間はホットカプセルによる発行）に連載され、創刊以来21年間続いた読者投稿企画。単行本としても刊行されている。

## 概要
主に読者によるギャグの投稿と編集者数名（創刊当時の編集長で後に社長となる田尾和俊と、後任編集長の「笹木」(本名:佐々木和)を中心とする）のコメントにより成り立っている。また、このコメントもボケとツッコミが多くなっている。
ギャグには讃岐弁が多用され、かなり地方色が濃いものとなっている。
編集長の田尾は、この時代のタウン誌編集の基本であった、投稿読者と編集者の言葉のやり取りの方法論である「2WAYコミュニケーション」の理論をさらに発展させ、投稿していない読者（潜在的読者）をも巻き込む「3WAYコミュニケーション」の理論を実践し確立させた。
「文化人」の由来は、コーナー名がなかなか決まらず『笑学塾』で妥協しようという流れになった時に、たまたま編集部を訪れた来客が文化人の集まる会合で飲み食いする話をしたことから。

## 内容
- 冒頭の辞（駄洒落など一発ネタ中心）
- お笑いプリントギャラリー（印刷物の誤植、街中の間抜けなもの写真など）
- なんやねん
- ダサイやつ
- 熱血回文
- 英文怪訳
- 考察の館
- カン違い
- 悲惨なやつ

など。
以上は主なコーナーであり、以前存在したコーナーなどを数えると20近くある。ここに記した例は掲載後期の「笑いの文化人講座」によく見られた形である。

## 「文化人」について
「笑いの文化人講座」に投稿し、ネタが採用された時点で「文化人」に認定される。ネタのおもしろさに応じて「秀逸」「優」「良」の評価がつく。（初期には「可」「病」といった評価もあった）
また「文化人」となった際に「文化人ステッカー」も贈られる（ステッカーがもらえるのは優1個もしくは良3個になったとき一回きりではない。他にはイベントで配られたこともあった）。
しかし、「文化人ステッカー」の発送が大幅に遅れることが多く、「文化人」となった後もネタを送るついでにステッカーの催促をしなければ送られてこないことがあった（文化人「スッテカー」の場合もあり。これは、ステッカーを欲しい人を募集する記事に、文化人「スッテカー」と誤植された本が店頭に並んでしまったことを、編集部員から相談を受けた田尾が、「（文化人）スッテカーを作れ。スッテカーを作るんだと言い張れ。」と指示したことによる。）。
「文化人」ランキング上位にはいるために、「文化人」同士でチームを組み、「文化人」集団を結成する者もいたが、「文化人」集団が年間ランキング1位になったことは遂になかった。
ネタの評価による「文化人」のランキングがあり、年に一度上位者には賞金が贈られた（1989年度から）。

## 備考
- 嘉門達夫の替え歌シリーズに投稿作品が使われたこともある。
- 単行本（全25巻＋Remix「お笑い学校の事件簿」1巻）が出版され、「TJ Kagawa」を入手するのが難しい県外人の中でも読むことができるようになった。